# Літературний герой
Літерату́рний геро́й — це виразник наративу, сюжетної дії, яка розкриває зміст творів літератури, кіно, театру.
Автора, безпосередньо присутнього як героя, називають ліричним героєм (епос, лірика). Літературний герой протистоїть літературному персонажу, який виконує роль контрасту герою, і є учасником фабули. Інша назва літературного героя — протагоніст.